# ВЕБ.РФ
Російська державна корпорація розвитку (ВЕБ.РФ) — російський державний інвестиційний банк. Повне найменування — Державна корпорація розвитку «ВЕБ.РФ». Штаб-квартира — в Москві на проспекті Академіка Сахарова.
Ліцензія Центрального Банку РФ № 964. Діяльність регулюється Федеральним законом «Про банк розвитку» № 82-ФЗ від 17 травня 2007 р. та Меморандумом про фінансову політику від 27 липня 2007 р. № 1007-р.

## Історія
Створений 18 серпня 1922 року як Російський комерційний банк.
7 квітня 1924 був перетворений у Банк для зовнішньої торгівлі СРСР (Зовнішторгбанк СРСР).
У 1987 році в ході реформи банківського сектора перетворений у Банк зовнішньоекономічної діяльності СРСР (Зовнішекономбанк СРСР). Новий статут затверджений Радою Міністрів СРСР 14 червня 1988. Носив цю назву до 2007 року.
Забезпечував організацію та проведення розрахунків по експортно-імпортним операціям, кредитування, контроль за виконанням зведеного валютного плану. Проводив операції на міжнародних валютних і кредитних ринках. Керував мережею радянських закордонних банків.
17 липня 2014 р. Міністерство фінансів США оголосило про введення додаткових санкцій проти Російської Федерації у зв'язку з ситуацією навколо України. До списку спеціально позначених громадян і заблокованих осіб включений і «Зовнішекономбанк».
Під час чергового розширення санкцій 30 липня 2015 року до списку потрапили дочірні структури Зовнішекономбанку.

### Голови[11]

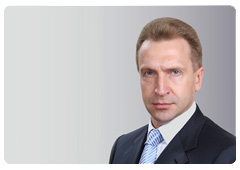
Ігор Шувалов, чільний керівник ВЕБу

- Таратута Віктор Костянтинович (1924—1926)
- Данішевський Карл Юлій Христіанович (1926—1928)
- Сванідзе Олександр Семенович (1930-ті рр)
- Чернишов Павло Михайлович (1940-ті рр)
- Коровушкін Олександр Костянтинович (1950—1955)
- Назаркін Костянтин Іванович (1955—1960)
- Свєшников Мефодій Наумович (1961—1970)
- Іванов Юрій Олександрович (1970—1987)
- Московський Юрій Сергійович (1987—1992)
- Полєтаєв Юрій Володимирович (1992—1993)
- Рюмін Валерій Павлович (22 — 28 грудня 1993)
- Носко Анатолій Петрович (28 грудня 1993/14 червня 1994 — 8 лютого 1996)
- в.о. Ачкасов Андрій Іванович (1996)
- Костін Андрій Леонідович (18 жовтня 1996 — 10 червня 2002)
- Чернухін Володимир Анатолійович (10 червня 2002 — 27 травня 2004)
- Дмитрієв Володимир Олександрович (27 травня 2004 — 26 лютого 2016)
- Горьков Сергій Миколайович (26 лютого 2016 — 24 травня 2018)
- Шувалов Ігор Іванович (24 травня 2018 — нинішній час)

## Власники та керівництво
Зовнішекономбанк на 100 % належить Російській державі.
Голова наглядової ради — Д. А. Медведєв, голова Уряду РФ. У складі Наглядової ради: І. І. Шувалов, А. В. Дворкович, Д. Н. Козак, А. В. Улюкаєв, А. Г. Хлопонін, А. Р. Бєлоусов, А. Г. Силуанов, В. О. Дмитрієв.
Голова банку — Володимир Дмитрієв. До правління, крім нього, входять ще 7 осіб: Петро Фрадков, Сергій Васильєв, Юлія Карпова, Михайло Полубояринов, Андрій Сапелін, Сергій Ликов, Володимир Шапринський (головний бухгалтер).

## Діяльність

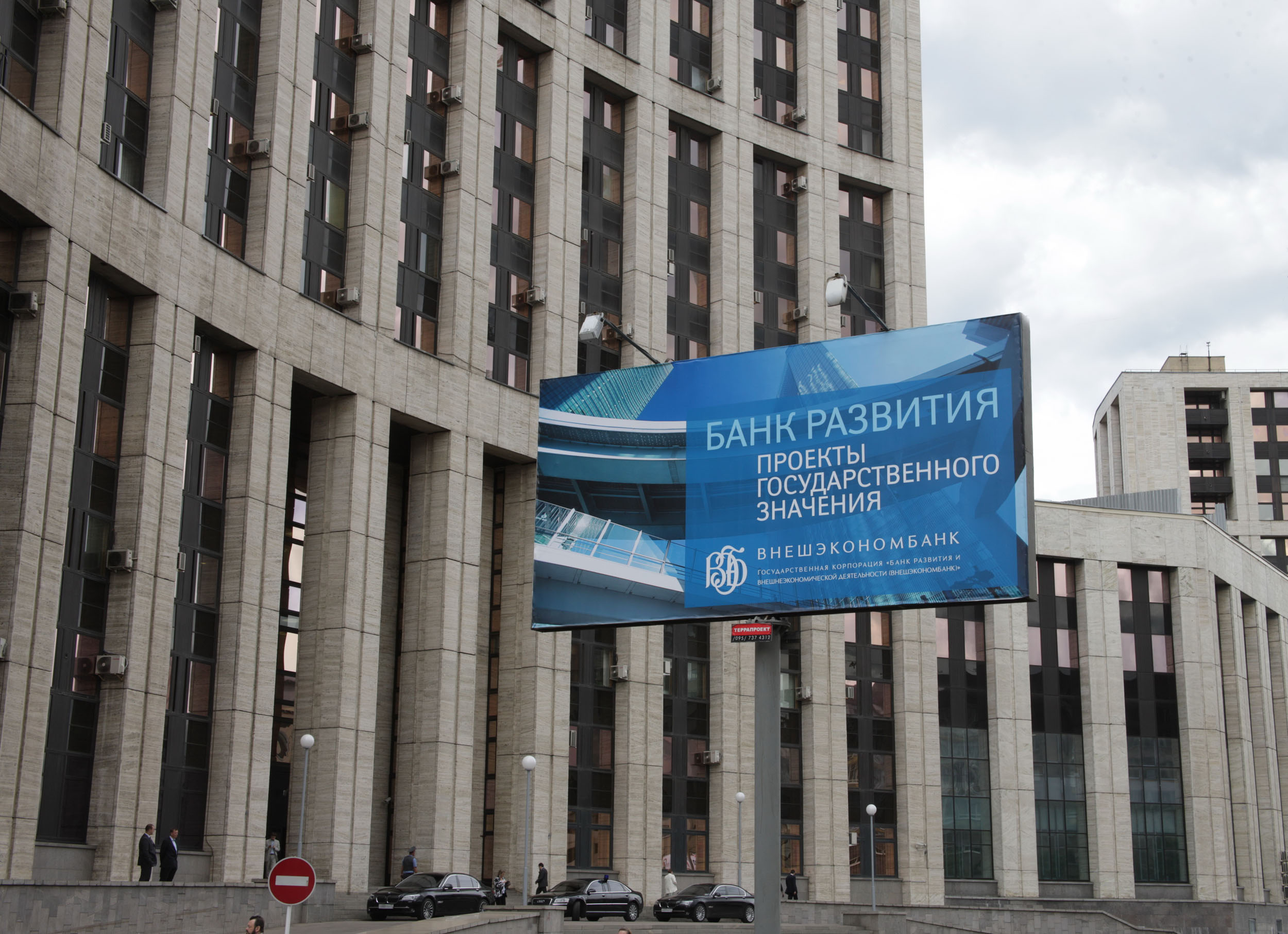
Будівля ВЕБу. 2009

Зовнішекономбанк є державною корпорацією розвитку, його головні завдання — створення умов для економічного зростання і стимулювання інвестицій. З прийняттям у 2007 році закону «Про банк розвитку» головним напрямком діяльності Зовнішекономбанку стало фінансування великих інвестиційних проектів, які з тих чи інших причин не можуть бути реалізовані за рахунок комерційних банків. Згідно з меморандумом про фінансову політику, Зовнішекономбанк кредитує проекти вартістю понад 2 млрд рублів і термін кредиту при цьому повинен перевищувати 5 років. Зокрема ВЕБ фінансував будівництво автомобільного заводу СП Ford-Соллерс, реконструкцію Хабаровського НПЗ та аеропорту Пулково, будівництво заводу з виробництва поліпропілену в Тобольську.
Крім того, ВЕБ увійшов до числа основних кредиторів будівництва олімпійської інфраструктури в Сочі, інвестувавши 90 млрд рублів до більш ніж 17-ти різних проектів, у тому числі основного олімпійського селища і гірськолижного комплексу «Роза Хутір».
Серед інших функцій Зовнішекономбанку — підтримка експорту, надання держгарантій по кредитах, розвиток механізмів публічно-приватного партнерства, сприяння залученню іноземних інвестицій. Для реалізації останньої функції у 2011 році був створений спеціальний Російський фонд прямих інвестицій з капіталом в 10 млрд доларів США.
Будучи державним банком розвитку, ВЕБ також зберіг за собою функції державної керуючої компанії пенсійними накопиченнями. Прибутковість інвестування пенсійних грошей у 2011 році склала 5,9 %, що нижче рівня інфляції, але перевищує дохідність деяких приватних керуючих компаній. Робота агентом Уряду з обслуговування державного зовнішнього боргу також збереглася за ВЕБом, незважаючи на нові завдання.
У 2008—2009 роках Зовнішекономбанк крім іншого був агентом по реалізації антикризових заходів держави, видаючи постраждалим від кризи компаніям субординовані кредити і приймаючи на санацію комерційні банки, зокрема Связь-банк і Глобекс.

## Група Зовнішекономбанку
У 2007 році в статутний капітал Банку розвитку були внесені належні Уряду акції Російського банку розвитку (нині МСП Банк) і Росексімбанку. В ході фінансової кризи 2008—2009 років Зовнішекономбанк купив банки, що зазнавали на той момент труднощі: Глобекс і Связь-банк. Станом на кінець 2014 року Зовнішекономбанку також належать Компанія «ВЕБ Інжиніринг», ВЕБ Капітал, ВАТ «ВЕБ-лізинг», Фонд «ВЕБ-Інновації», ВАТ «МСП Банк», Росексімбанк, Російський фонд прямих інвестицій, Федеральний центр проектного фінансування, Експортне страхове агентство Росії, ВАТ «Корпорація розвитку Північного Кавказу», Фонд розвитку Далекого Сходу і Байкальського регіону, білоруський Бєлзовнішекономбанк, дочірня компанія VEB Asia Limited. Український Промінвестбанк належав ВЕБу до його націоналізації у 2022 році.
У 2012 році Зовнішекономбанк зареєстрував єдиний бренд «Група Зовнішекономбанку». До групи входять спеціально створені ВЕБом організації, кожній з яких доручена та чи інша задача банку розвитку. Так, РФПІ опікується залученням іноземних інвестицій; Експортно-страхове агентство Росії виконує функцію страхової підтримки експорту промислової продукції; для розвитку окремих стратегічно важливих регіонів були створені Фонд розвитку Далекого Сходу і Байкальського регіону, Корпорація розвитку Північного Кавказу. Фонд «ВЕБ-Інновації», створений на початку 2012 року, займається підтримкою інноваційних компаній — резидентів «Сколково». Мале та середнє підприємництво доручено МСП Банку. Росексімбанк видає державні гарантії з метою підтримки російських експортерів.